# Makrokylindrus fistularis
Makrokylindrus fistularis är en kräftdjursart som först beskrevs av William Thomas Calman, och fick sitt nu gällande namn av  1911. Makrokylindrus fistularis ingår i släktet Makrokylindrus och familjen Diastylidae. Inga underarter finns listade i Catalogue of Life.